# Джинчвиси
Джинчвиси (груз. ჯინჭვისი) — село в Грузии, на территории Онского муниципалитета края (мхаре) Рача-Лечхуми и Нижняя Сванетия.

## География
Село находится в северной части Грузии, на берегах реки Гомрула (левый приток Риони), на расстоянии приблизительно 5 километров (по прямой) к северо-востоку от города Они, административного центра муниципалитета. Абсолютная высота — 1000 метров над уровнем моря.

## Население
По результатам официальной переписи населения 2014 года, в Джинчвиси проживало 83 человека (45 мужчин и 38 женщин). В национальной структуре населения грузины составляли 100 %.
| Год  | Население, человек |
| ---- | ------------------ |
| 2002 | 129                |
| 2014 | ↘ 83               |